# Andrea Casiraghi
Andrea Casiraghi (Andrea Albert Pierre Casiraghi, ur. 8 czerwca 1984 w Monako) – potomek monakijskiej rodziny książęcej, syn Stefana Casiraghiego i Karoliny, księżnej Hanoweru.
Andrea urodził się w Monte Carlo jako pierwsze dziecko Stefana Casiraghiego i księżniczki Karoliny z Monako.
W 2009 ukończył studia na kierunku stosunki międzynarodowe w The New School w Nowym Jorku w Stanach Zjednoczonych.
Zajmuje czwarte miejsce w linii sukcesji monakijskiego tronu.
W 2013 poślubił Tatianę Santo Domingo, z którą ma troje dzieci: Aleksandra Casiraghiego (ur. 2013), Indię Casiraghi (ur. 2015) i Maksymiliana Casiraghiego (ur. 2018).
Nie posiada tytułów szlacheckich. Regularnie bierze udział w oficjalnych wydarzeniach, które odbywają się w Księstwie Monako. Angażuje się w działalność monakijskich fundacji.
Poprzez swojego przodka, Jana Wilhelma Friso, księcia Oranii spokrewniony jest ze wszystkimi rodzinami królewskimi i książęcymi panującymi w Europie.
Mieszka w Londynie.

## Powiązania rodzinne i edukacja
Andrea urodził się 8 czerwca 1984 roku o godzinie 22:40 w Monte Carlo.
Jego rodzicami są Stefano Casiraghi, pochodzący z rodziny włoskich przemysłowców branży naftowej i Karolina, księżna Hanoweru, księżniczka Monako, w latach 1957–1958 oraz 2005–2014 następczyni monakijskiego tronu. Poprzez trzecie małżeństwo matki jego ojczymem jest Ernest August V, książę Hanoweru.
Jego dziadkami są ze strony matki Rainier III, władca Monako w latach 1949–2005 i Grace, księżna Monako, amerykańska aktorka, zdobywczyni Nagrody Akademii Filmowej; natomiast ze strony ojca Giancarlo Casiraghi i Fernanda Casiraghi.
Ma siostrę Karolinę i brata Piotra, przyrodnią siostrę ze strony matki, księżniczkę Aleksandrę oraz dwoje przybranych braci z małżeństwa matki z księciem Hanoweru, księcia Ernesta Augusta i księcia Krystiana.
Imiona otrzymał na cześć przyjaciela swoich rodziców, swojego wuja, księcia Alberta i pradziadka, Pierre’a, księcia Valentinois. Jego rodzicami chrzestnymi zostali stryj Marco Casiraghi i ciotka (siostra matki) księżniczka Stefania.

### Edukacja
Ukończył wyższą szkołę International School of Paris. Włada biegle czterema językami: angielskim, francuskim, włoskim i niemieckim. Studiował historię sztuki i stosunki międzynarodowe na Uniwersytecie McGilla w Montrealu. W 2006 roku zdobył tytuł licencjata American University of Paris ze sztuki oraz stosunków międzynarodowych, a w 2009 został magistrem stosunków międzynarodowych w The New School w Nowym Jorku.
W 2014 podjął naukę w IE Business School w Madrycie.

## Kariera zawodowa
W 2010 pracował w ambasadzie Kataru w Paryżu, a w 2015 w konsulacie Monako w Londynie.
W grudniu 2011 utracił prawo jazdy po tym, gdy prowadził samochód z prędkością ponad 200 km/h.
W czerwcu 2012 udzielił wywiadu dla magazynu Hola!.

## Osoba związana z rodziną książęcą
Andrea Casiraghi nie jest członkiem monakijskiej rodziny książęcej, dlatego tylko okazyjnie bierze udział w oficjalnych wystąpieniach. Regularnie uczestniczy w publicznych świętach w księstwie, obchodach Narodowego Dnia Monako, balach charytatywnych i wydarzeniach sportowych. Ponadto jest gościem europejskich tygodni mody, ceremonii wręczenia nagród filmowych i festiwalu cyrkowym.
W chwili narodzin nie przysługiwało mu prawo do miejsca w linii sukcesji monakijskiego tronu, ponieważ jego rodzice związani byli tylko cywilnie. W 1990 zmarł jego ojciec, a dwa lata później matka otrzymała kościelne stwierdzenie nieważności swojego pierwszego małżeństwa. Wówczas jej drugi związek uznano za dynastyczny i wpisano Andreę na trzecie miejsce tej listy (za wujem Albertem i matką).
W 1999 jego matka poślubiła Ernesta Augusta V, księcia Hanoweru, uzyskując tytuł Jej Królewskiej Wysokości Księżnej Hanoweru. W lipcu tego roku przyszła na świat przyrodnia siostra Andrei, księżniczka Aleksandra; ponadto został przybranym bratem dla dwóch synów księcia Hanoweru, księcia Ernesta Augusta i księcia Krystiana.
W 2005 zmarł książę Rainier III. Nowym władcą został książę Albert II, a matka Andrei została następczynią tronu. Casiraghi przesunął się na drugie miejsce w linii sukcesji z szansami na objęcie tronu w przypadku śmierci księcia Alberta II bez posiadania dynastycznego potomka.
W sierpniu 2006 Casiraghi odbył tygodniową oficjalną podróż do Manilli, by wspomóc działalność należącej do jego matki Fundacji AMADE.
W czerwcu 2014 uczestniczył wraz z całą rodziną w otwarciu Yacht Club Monaco, a w lipcu towarzyszył księciu Albertowi w czasie Mistrzostw Świata w Piłce Nożnej w Brazylii.
W grudniu 2014 urodziło się dwoje dzieci księcia Alberta II, księżniczka Gabriela i książę Jakub, co spowodowało przesunięcie Andrei na czwarte miejsce linii sukcesji.
14 czerwca 2019 reprezentował matkę podczas uroczystości absolutorium International School of Monaco.

## Życie prywatne
2 lipca 2012 Pałac Książęcy w imieniu księżnej Hanoweru ogłosił zaręczyny Andrei z jego wieloletnią partnerką, Tatianą Santo Domingo Rechulski.
31 sierpnia 2013 para zawarła cywilny związek małżeński w Pałacu Książęcym w Monaco-Ville. 1 lutego 2014 miał miejsce ich ślub religijny w wierze katolickiej w kościele Rougemont w Gstaad w Szwajcarii.
7 listopada 2012 Santo Domingo potwierdziła, że spodziewa się narodzin pierwszego dziecka. 21 marca 2013 w Londynie urodził się syn pary, który otrzymał imiona Aleksander Andrea Stefan. Chłopiec został wpisany do linii sukcesji monakijskiego tronu po ślubie swoich rodziców, 31 sierpnia 2013, na miejsce trzecie – za babką i ojcem.
6 listopada 2014 Casiraghi ogłosili drugą ciążę Tatiany. 12 kwietnia 2015 w Londynie urodziła się ich córka. Dziewczynka, która otrzymała imiona India Julia, została wpisana na szóste miejsce linii sukcesji monakijskiego tronu.
17 listopada 2017 w wywiadzie dla magazynu Point De Vue Andrea potwierdził, że jego żona jest w trzeciej ciąży. 19 kwietnia 2018 w Londynie urodził się drugi syn pary, Maksymilian Rainier, który został wpisany na szóste miejsce w linii sukcesji monakijskiego tronu. 24 kwietnia narodziny swojego piątego wnuka potwierdziła w oficjalnym oświadczeniu księżna Hanoweru.

## Genealogia

### Przodkowie
|  |                                            |  |  |  |  |  |  |  |  |  |  |  |  |  |  |  |
|  | Giancarlo Casiraghi (1925-1998)            |  |  |  |  |  |  |  |  |  |  |  |  |  |  |  |
|  |                                            |  |  |  |  |  |  |  |  |  |  |  |  |  |  |  |
|  |                                            |  |  |  |  |  |  |  |  |  |  |  |  |  |  |  |
|  | Stefan Casiraghi (1960-1990)               |  |  |  |  |  |  |  |  |  |  |  |  |  |  |  |
|  |                                            |  |  |  |  |  |  |  |  |  |  |  |  |  |  |  |
|  |                                            |  |  |  |  |  |  |  |  |  |  |  |  |  |  |  |
|  | Fernanda Casiraghi (1926-2018)             |  |  |  |  |  |  |  |  |  |  |  |  |  |  |  |
|  |                                            |  |  |  |  |  |  |  |  |  |  |  |  |  |  |  |
|  |                                            |  |  |  |  |  |  |  |  |  |  |  |  |  |  |  |
|  | Andrea Casiraghi (1984-)                   |  |  |  |  |  |  |  |  |  |  |  |  |  |  |  |
|  |                                            |  |  |  |  |  |  |  |  |  |  |  |  |  |  |  |
|  |                                            |  |  |  |  |  |  |  |  |  |  |  |  |  |  |  |
|  | Maxence, hrabia Polignac (1857-1936)       |  |  |  |  |  |  |  |  |  |  |  |  |  |  |  |
|  |                                            |  |  |  |  |  |  |  |  |  |  |  |  |  |  |  |
|  |                                            |  |  |  |  |  |  |  |  |  |  |  |  |  |  |  |
|  | Pierre, książę Valentinois (1895-1964)     |  |  |  |  |  |  |  |  |  |  |  |  |  |  |  |
|  |                                            |  |  |  |  |  |  |  |  |  |  |  |  |  |  |  |
|  |                                            |  |  |  |  |  |  |  |  |  |  |  |  |  |  |  |
|  | Susana, hrabina Polignac (1858-1913)       |  |  |  |  |  |  |  |  |  |  |  |  |  |  |  |
|  |                                            |  |  |  |  |  |  |  |  |  |  |  |  |  |  |  |
|  |                                            |  |  |  |  |  |  |  |  |  |  |  |  |  |  |  |
|  | Rainier III, książę Monako (1923-2005)     |  |  |  |  |  |  |  |  |  |  |  |  |  |  |  |
|  |                                            |  |  |  |  |  |  |  |  |  |  |  |  |  |  |  |
|  |                                            |  |  |  |  |  |  |  |  |  |  |  |  |  |  |  |
|  | Ludwik II, książę Monako (1870-1949)       |  |  |  |  |  |  |  |  |  |  |  |  |  |  |  |
|  |                                            |  |  |  |  |  |  |  |  |  |  |  |  |  |  |  |
|  |                                            |  |  |  |  |  |  |  |  |  |  |  |  |  |  |  |
|  | Charlotte, księżna Valentinois (1898-1977) |  |  |  |  |  |  |  |  |  |  |  |  |  |  |  |
|  |                                            |  |  |  |  |  |  |  |  |  |  |  |  |  |  |  |
|  |                                            |  |  |  |  |  |  |  |  |  |  |  |  |  |  |  |
|  | Marie Louvet (1867-1930)                   |  |  |  |  |  |  |  |  |  |  |  |  |  |  |  |
|  |                                            |  |  |  |  |  |  |  |  |  |  |  |  |  |  |  |
|  |                                            |  |  |  |  |  |  |  |  |  |  |  |  |  |  |  |
|  | Karolina, księżna Hanoweru (1957-)         |  |  |  |  |  |  |  |  |  |  |  |  |  |  |  |
|  |                                            |  |  |  |  |  |  |  |  |  |  |  |  |  |  |  |
|  |                                            |  |  |  |  |  |  |  |  |  |  |  |  |  |  |  |
|  | John Kelly (1847-1897)                     |  |  |  |  |  |  |  |  |  |  |  |  |  |  |  |
|  |                                            |  |  |  |  |  |  |  |  |  |  |  |  |  |  |  |
|  |                                            |  |  |  |  |  |  |  |  |  |  |  |  |  |  |  |
|  | John Kelly (1899-1960)                     |  |  |  |  |  |  |  |  |  |  |  |  |  |  |  |
|  |                                            |  |  |  |  |  |  |  |  |  |  |  |  |  |  |  |
|  |                                            |  |  |  |  |  |  |  |  |  |  |  |  |  |  |  |
|  | Mary Kelly (1852-1926)                     |  |  |  |  |  |  |  |  |  |  |  |  |  |  |  |
|  |                                            |  |  |  |  |  |  |  |  |  |  |  |  |  |  |  |
|  |                                            |  |  |  |  |  |  |  |  |  |  |  |  |  |  |  |
|  | Grace, księżna Monako (1929-1982)          |  |  |  |  |  |  |  |  |  |  |  |  |  |  |  |
|  |                                            |  |  |  |  |  |  |  |  |  |  |  |  |  |  |  |
|  |                                            |  |  |  |  |  |  |  |  |  |  |  |  |  |  |  |
|  | Karl Majer (1863-1922)                     |  |  |  |  |  |  |  |  |  |  |  |  |  |  |  |
|  |                                            |  |  |  |  |  |  |  |  |  |  |  |  |  |  |  |
|  |                                            |  |  |  |  |  |  |  |  |  |  |  |  |  |  |  |
|  | Margaret Kelly (1898-1990)                 |  |  |  |  |  |  |  |  |  |  |  |  |  |  |  |
|  |                                            |  |  |  |  |  |  |  |  |  |  |  |  |  |  |  |
|  |                                            |  |  |  |  |  |  |  |  |  |  |  |  |  |  |  |
|  | Margaretha Majer (1870-1949)               |  |  |  |  |  |  |  |  |  |  |  |  |  |  |  |
|  |                                            |  |  |  |  |  |  |  |  |  |  |  |  |  |  |  |
|  |                                            |  |  |  |  |  |  |  |  |  |  |  |  |  |  |  |

### Rodzina książęca
| Pierwsze pokolenie                                                                                              | Drugie pokolenie                                | Trzecie pokolenie                            | Czwarte pokolenie                      | Piąte pokolenie                   |
| --- | ----------------------------------------------- | -------------------------------------------- | -------------------------------------- | --------------------------------- |
| Pierre, książę Valentinois (ur 1895, zm. 1964) Charlotte, księżna Valentinois (ur. 1898, zm. 1977) (potomkowie) | Antoinette, baronowa Massy (ur. 1920, zm. 2011) | Elisabeth de Massy (ur. 1947, zm. 2020)      | Jean Taubert Natta (ur. 1974)          | Melchior Taubert Natta (ur. 2009) |
| Pierre, książę Valentinois (ur 1895, zm. 1964) Charlotte, księżna Valentinois (ur. 1898, zm. 1977) (potomkowie) | Antoinette, baronowa Massy (ur. 1920, zm. 2011) | Elisabeth de Massy (ur. 1947, zm. 2020)      | Melanie-Antoinette de Massy (ur. 1985) |                                   |
| Pierre, książę Valentinois (ur 1895, zm. 1964) Charlotte, księżna Valentinois (ur. 1898, zm. 1977) (potomkowie) | Antoinette, baronowa Massy (ur. 1920, zm. 2011) | Christan de Massy (ur. 1949)                 | Leticia de Massy (ur. 1971)            | Rose de Brouwer (ur. 2008)        |
| Pierre, książę Valentinois (ur 1895, zm. 1964) Charlotte, księżna Valentinois (ur. 1898, zm. 1977) (potomkowie) | Antoinette, baronowa Massy (ur. 1920, zm. 2011) | Christan de Massy (ur. 1949)                 | Leticia de Massy (ur. 1971)            | Sylvestre de Brouwer (ur. 2008)   |
| Pierre, książę Valentinois (ur 1895, zm. 1964) Charlotte, księżna Valentinois (ur. 1898, zm. 1977) (potomkowie) | Antoinette, baronowa Massy (ur. 1920, zm. 2011) | Christan de Massy (ur. 1949)                 | Brice de Massy (ur. 1987)              |                                   |
| Pierre, książę Valentinois (ur 1895, zm. 1964) Charlotte, księżna Valentinois (ur. 1898, zm. 1977) (potomkowie) | Antoinette, baronowa Massy (ur. 1920, zm. 2011) | Christan de Massy (ur. 1949)                 | Antoine de Massy (ur. 1997)            |                                   |
| Pierre, książę Valentinois (ur 1895, zm. 1964) Charlotte, księżna Valentinois (ur. 1898, zm. 1977) (potomkowie) | Antoinette, baronowa Massy (ur. 1920, zm. 2011) | Christine-Alix de Massy (ur. 1951, zm. 1989) | Sebastian Knecht de Massy (ur. 1972)   | Christine Knecht (ur. 2000)       |
| Pierre, książę Valentinois (ur 1895, zm. 1964) Charlotte, księżna Valentinois (ur. 1898, zm. 1977) (potomkowie) | Antoinette, baronowa Massy (ur. 1920, zm. 2011) | Christine-Alix de Massy (ur. 1951, zm. 1989) | Sebastian Knecht de Massy (ur. 1972)   | Alexia Knecht (ur. 2001)          |
| Pierre, książę Valentinois (ur 1895, zm. 1964) Charlotte, księżna Valentinois (ur. 1898, zm. 1977) (potomkowie) | Antoinette, baronowa Massy (ur. 1920, zm. 2011) | Christine-Alix de Massy (ur. 1951, zm. 1989) | Sebastian Knecht de Massy (ur. 1972)   | Vittoria Knecht (ur. 2007)        |
| Pierre, książę Valentinois (ur 1895, zm. 1964) Charlotte, księżna Valentinois (ur. 1898, zm. 1977) (potomkowie) | Antoinette, baronowa Massy (ur. 1920, zm. 2011) | Christine-Alix de Massy (ur. 1951, zm. 1989) | Sebastian Knecht de Massy (ur. 1972)   | Andrea Knecht (ur. 2008)          |
| Pierre, książę Valentinois (ur 1895, zm. 1964) Charlotte, księżna Valentinois (ur. 1898, zm. 1977) (potomkowie) | Rainier III, książę Monako (ur. 1923, zm. 2005) | Caroline, księżna Hanoweru (ur. 1957)        | Andrea Casiraghi (ur. 1984)            | Alexandre Casiraghi (ur. 2013)    |
| Pierre, książę Valentinois (ur 1895, zm. 1964) Charlotte, księżna Valentinois (ur. 1898, zm. 1977) (potomkowie) | Rainier III, książę Monako (ur. 1923, zm. 2005) | Caroline, księżna Hanoweru (ur. 1957)        | Andrea Casiraghi (ur. 1984)            | India Casiraghi (ur. 2015)        |
| Pierre, książę Valentinois (ur 1895, zm. 1964) Charlotte, księżna Valentinois (ur. 1898, zm. 1977) (potomkowie) | Rainier III, książę Monako (ur. 1923, zm. 2005) | Caroline, księżna Hanoweru (ur. 1957)        | Andrea Casiraghi (ur. 1984)            | Maximilian Casiraghi (ur. 2018)   |
| Pierre, książę Valentinois (ur 1895, zm. 1964) Charlotte, księżna Valentinois (ur. 1898, zm. 1977) (potomkowie) | Rainier III, książę Monako (ur. 1923, zm. 2005) | Caroline, księżna Hanoweru (ur. 1957)        | Charlotte Casiraghi (ur. 1986)         | Raphael Elmaleh (ur. 2013)        |
| Pierre, książę Valentinois (ur 1895, zm. 1964) Charlotte, księżna Valentinois (ur. 1898, zm. 1977) (potomkowie) | Rainier III, książę Monako (ur. 1923, zm. 2005) | Caroline, księżna Hanoweru (ur. 1957)        | Charlotte Casiraghi (ur. 1986)         | Balthasar Rassam (ur. 2018)       |
| Pierre, książę Valentinois (ur 1895, zm. 1964) Charlotte, księżna Valentinois (ur. 1898, zm. 1977) (potomkowie) | Rainier III, książę Monako (ur. 1923, zm. 2005) | Caroline, księżna Hanoweru (ur. 1957)        | Pierre Casiraghi (ur. 1987)            | Stefano Casiraghi (ur. 2017)      |
| Pierre, książę Valentinois (ur 1895, zm. 1964) Charlotte, księżna Valentinois (ur. 1898, zm. 1977) (potomkowie) | Rainier III, książę Monako (ur. 1923, zm. 2005) | Caroline, księżna Hanoweru (ur. 1957)        | Pierre Casiraghi (ur. 1987)            | Franceso Casiraghi (ur. 2018)     |
| Pierre, książę Valentinois (ur 1895, zm. 1964) Charlotte, księżna Valentinois (ur. 1898, zm. 1977) (potomkowie) | Rainier III, książę Monako (ur. 1923, zm. 2005) | Caroline, księżna Hanoweru (ur. 1957)        | księżniczka Alexandra (ur. 1999)       |                                   |
| Pierre, książę Valentinois (ur 1895, zm. 1964) Charlotte, księżna Valentinois (ur. 1898, zm. 1977) (potomkowie) | Rainier III, książę Monako (ur. 1923, zm. 2005) | Albert II, książę Monako (ur. 1958)          | Jazmin Grimaldi (ur. 1992)             |                                   |
| Pierre, książę Valentinois (ur 1895, zm. 1964) Charlotte, księżna Valentinois (ur. 1898, zm. 1977) (potomkowie) | Rainier III, książę Monako (ur. 1923, zm. 2005) | Albert II, książę Monako (ur. 1958)          | Alexandre Grimaldi-Coste (ur. 2003)    |                                   |
| Pierre, książę Valentinois (ur 1895, zm. 1964) Charlotte, księżna Valentinois (ur. 1898, zm. 1977) (potomkowie) | Rainier III, książę Monako (ur. 1923, zm. 2005) | Albert II, książę Monako (ur. 1958)          | Gabriela, hrabina Carladès (ur. 2014)  |                                   |
| Pierre, książę Valentinois (ur 1895, zm. 1964) Charlotte, księżna Valentinois (ur. 1898, zm. 1977) (potomkowie) | Rainier III, książę Monako (ur. 1923, zm. 2005) | Albert II, książę Monako (ur. 1958)          | Jakub, markiz Baux (ur. 2014)          |                                   |
| Pierre, książę Valentinois (ur 1895, zm. 1964) Charlotte, księżna Valentinois (ur. 1898, zm. 1977) (potomkowie) | Rainier III, książę Monako (ur. 1923, zm. 2005) | księżniczka Stephanie (ur. 1965)             | Louis Ducruet (ur. 1992)               | Victoire Ducruet (ur. 2023)       |
| Pierre, książę Valentinois (ur 1895, zm. 1964) Charlotte, księżna Valentinois (ur. 1898, zm. 1977) (potomkowie) | Rainier III, książę Monako (ur. 1923, zm. 2005) | księżniczka Stephanie (ur. 1965)             | Pauline Ducruet (ur. 1994)             |                                   |
| Pierre, książę Valentinois (ur 1895, zm. 1964) Charlotte, księżna Valentinois (ur. 1898, zm. 1977) (potomkowie) | Rainier III, książę Monako (ur. 1923, zm. 2005) | księżniczka Stephanie (ur. 1965)             | Camille Gottlieb (ur. 1998)            |                                   |